# 千葉市立幕張中学校
千葉市立幕張中学校（ちばしりつ まくはりちゅうがっこう）は、千葉市花見川区幕張町四丁目にある公立中学校。

## 歴史
- 1947年5月10日 - 千葉郡幕張町立幕張中学校として実籾に開校。
- 1954年9月16日 - 市町村合併で千葉市に編入に千葉市立幕張中学校と改称。
- 1979年3月 - 千葉市立天戸中学校と分離。
- 1988年4月 - 千葉市立幕張本郷中学校と分離。
- 2022年8月 - 外壁工事実施。

## 学校施設
普通教室棟、特別教室棟、新館、体育館、武道場の建物施設と、グラウンドがある。
普通教室棟
4階建て。各学級の普通教室や職員室のほかに、音楽室や第二理科室などの特別教室の一部がある。
特別教室棟
3階建て。第一理科室や調理室、美術室等の特別教室がある。
新館
給食室やコンピューター室等がある。
体育館
広さはバスケットコート一面分くらい。
武道場
一階には武道場が、二階にはプール(屋外)がある。

## 校訓 ・教育方針
校訓
創造・実践・強靭
教育方針
自己の向上のため努力し、社会に貢献できる生徒の育成。

## 部活動
- 野球部
- サッカー部
- 陸上部
- バレーボール部（男・女）
- バスケットボール部（男・女）
- 卓球部（男・女）
- 吹奏楽部
- 美術部
- 茶道部
- 特設水泳部

## 委員会

### 専門委員会
- 生活委員会
- 環境委員会
- 保健委員会
- 給食委員会
- 図書委員会
- 放送委員会
- 体育委員会

### 過去に存在した専門委員会
- 学習委員会

### その他の委員会
- 体育祭実行委員会（体育委員が兼任）
- 合唱コンクール実行委員会
- 選挙管理委員会
- 三年生を送る会実行委員会
- その他行事の実行委員会

## 主な年間行事
令和4年度のもの。
- 4月 - 学年始め休業、着任式、始業式、入学式、新入生歓迎会
- 5月 - 生徒総会、体育祭、修学旅行（3年）
- 6月 - 定期テストⅠ
- 7月 - 市総体・コンクール壮行会、夏休み前全校集会、夏季休業
- 8月 - 夏季休業、夏休み明け全校集会
- 9月 - 定期テストⅡ、専門委員長選挙、生徒会役員選挙
- 10月 - 翔龍祭合唱コンクール、前期終業式、秋季休業、後期始業式、生徒会役員任命式、自然教室（2年）
- 11月 - 定期テストⅢ、げんきキャンプ（6組）
- 12月 - 新入生ガイダンス、冬休み前全校集会、冬季休業
- 1月 - 冬季休業、冬休み明け全校集会、定期テストⅣ（3年）
- 2月 - 新入生保護者説明会、定期テストⅣ（1・2年）
- 3月 - 3年生を送る会、卒業証書授与式、修了式、学年末休業、離任式

## 周辺施設
- 千葉市立幕張東小学校
- 千葉市立幕張小学校
- 千葉市立幕張南小学校
- 千葉市立長作小学校
- JR幕張駅
- 京成幕張駅
- 千葉西税務署
- イトーヨーカドー幕張店
- イオンタウン幕張西
- イオンスタイル幕張ベイパーク
- イオンモール幕張新都心
- 幕張メッセ

## 著名な出身者
- 椎名誠（小説家、エッセイスト、写真家、映画監督）